# Петя Раева
Петя Николова Раева е български политик, народен представител от парламентарната група на Движението за права и свободи в XLI и XLII народно събрание.

## Биография
Петя Раева е родена на 6 октомври 1976 г. в град Пловдив, Народна република България.

### Образование
Завършила е право с магистърска степен в Юридическия факултет на Пловдивския университет „Паисий Хилендарски“ през 2000 г. До 2001 г. е съдебен кандидат към Окръжния съд в Пловдив. Получава допълнителна професионална квалификация в Училището за политика към НБУ в специалността „Политически мениджмънт“, преминава обучение по програма „Кохран“ към Департамента по земеделие в САЩ.

### Професионална кариера
От ноември 2001 до март 2008 г. работи в „Напоителни системи“ ЕАД – клон Пловдив, първоначално като юрисконсулт, а след това е главен юрисконсулт, заместник-управител по направление „Маркетинг и продажби“ и управител на фирмата. От март 2008 до 5 юли 2009 г. е изпълнителен директор на „Напоителни системи“ ЕАД в София. От 5 юли 2009 г. е депутат от ДПС в XLI народно събрание.

### Политическа дейност
На местните избори през 2011 година е издигната от листата на ДПС като кандидат за кмет на Пловдив. Класира се на 5-о място, след Иван Тотев (от ГЕРБ), Славчо Атанасов, Георги Търновалийски (от БСП) и Дани Каназирева (от Съюз за Пловдив), като получава 7999 гласа (5,59 %).
Парламентарна дейност:
- член на Комисията по правни въпроси (29.07.2009 – 20 януари 2010)
- член на Комисията по земеделието и горите (от 20 януари 2010)
- член на Комисията по външна политика в XLII народно събрание;
- член на Комисията по транспорт, информационни технологии и съобщения в XLII народно събрание.